# Německojazyčné společenství Belgie

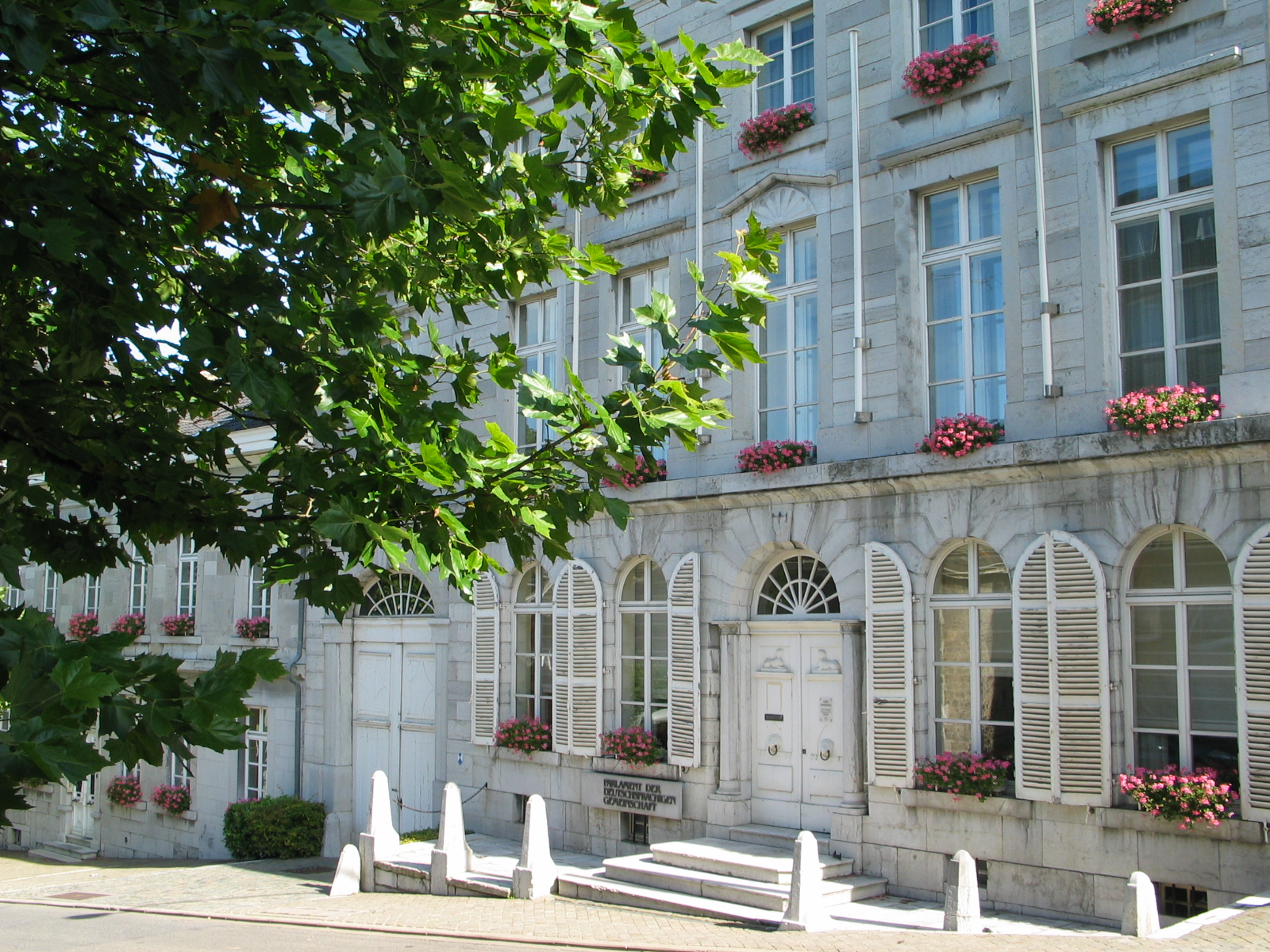
Budova parlamentu společenství v Eupenu

Německojazyčné společenství Belgie (také Germanofonní společenství Belgie, německy Deutschsprachige Gemeinschaft Belgiens, francouzsky Communauté germanophone de Belgique, nizozemsky Duitstalige Gemeenschap van België) je nejmenší ze tří společenství v Belgii.
Německojazyčné společenství se rozkládá pouze v provincii Lutych ve Valonském regionu při státních hranicích s Německem, Nizozemskem a Lucemburskem. Svou polohou je součástí euroregionu Máza-Rýn. I přesto, že má společenství vlastní vládu a parlament, nejedná se o územně samosprávnou jednotku; výkon státní správy spadá pod pravomoce Valonského regionu. Společenství zahrnuje devět z jedenácti obcí tzv. Východních kantonů (německy die Ostkantone). Hlavním městem společenství je Eupen.
Společenstvím v Belgii se rozumí rozdělení země podle jazykového principu na Vlámské, Francouzské a Německojazyčné společenství. Jednotlivá společenství reprezentují na kulturní, společenské a politické úrovni jazykové skupiny obyvatelstva (komunity). Mezi jejich kompetence patří některé regionální záležitosti jako je školství, regionální hospodářský rozvoj nebo energetika. Většina právních úkonů je však vykonávána na úrovni vyšších územních celků (regionů) nebo jsou podřízeny přímo belgické federální vládě v Bruselu.
V okolí měst Bleiberg, Welkenraat a Baelen v provincii Lutych je rozšířena němčina, ale oblasti ke společenství nepatří. K Německojazyčnému společenství nepatří ani oblasti v provincii Lucemburk, kde je rozšířena lucemburština, také germánský jazyk. Většina obyvatel společenství hovoří jedním ze západogermánských dialektů němčiny.

## Historie
Do 12. století patřila oblast Východních kantonů k Vévodství Limburk, od roku 1288 po bitvě o Worringen náležela Brabantskému vévodství. V 15. století přešly Východní kantony pod správu španělských Habsburků a od roku 1713, po podepsání Utrechtského míru, náležely rakouské větvi Habsburků. Mezi lety 1794 - 1815 bylo území součástí francouzského departementu Ourthe.
Oblast dnes známá jako Východní kantony sestává z 11 obcí, z nichž devět je součástí Německojazyčného společenství a obce Malmedy a Waimes (německy Weismes) tvoří součást Francouzského společenství. Východní kantony byly do roku 1920 součástí Rýnské provincie v Prusku, označované jako kraje Eupen a Malmédy. Po porážce Německa během první světové války se podle Versailleské smlouvy stalo území součástí Belgie. Oblast byla takto označována jako cantons rédimés (přeložitelné jako vykoupené kantony).
Po uzavření Versailleské smlouvy se v oblasti Východních kantonů konalo referendum, v němž měli občané vyjádřit názor na politické uspořádání oblasti. Na mnohé obyvatele byl během referenda vyvíjen tlak, jehož účelem bylo získání co nejvíce hlasů pro setrvání oblasti ve federaci s Belgií. Nátlak byl vyvíjen především ze strany vůdce belgické armády Hermana Baltia. Mnohým obyvatelům bylo vyhrožováno, že budou vyhoštěni do Německa, pokud nedají hlas pro Belgii. I proto lze referendum považovat za silně zmanipulované a neobjektivní.
Ve 20. letech došlo mezi vládami Německa a Belgie k několika jednáním, která měla umožnit Německu odkoupení oblasti. Tato situace měla zlepšit poválečnou finanční situaci Belgie. Původně mělo jít až o 200 milionů zlatých marek. Do jednání nakonec vstoupila francouzská vláda, která ukončila veškerá jednání.
Východní kantony zůstaly součástí Belgie pouhých 20 let, když byly v roce 1940 během druhé světové války přičleněny opět k Německu. Většina obyvatel přičlenění k Německu přivítala, protože se považovala národnostně za Němce. Po porážce Německa v roce 1945 byla oblast opět přičleněna k Belgii. V následujících letech získávaly v oblasti velký vliv belgické federální a valonské regionální úřady, aby tak docházelo k oslabení vlivu Německa i němčiny jako jazyka.
V 60. letech byla Belgie rozdělena na čtyři jazykové oblasti, mezi něž patřila Vlámská oblast, Frankofonní oblast, bilingvní město Brusel a germanofonní Východní kantony. Od roku 1973 je pak platné dělení, které se zachovalo dodnes - Vlámský region, Valonský region a Region Brusel-hlavní město jako oficiální územně správní jednotky a Vlámské, Francouzské a Německojazyčné společenství jako jazykové komunity. Legislativu v Německojazyčném společenství pak vykonává parlament, který sídlí v Eupenu a Rada Německojazyčného společenství (německy Rat der Deutschsprachigen Gemeinschaft). Společenství disponuje rozsáhlou mírou autonomie, především v kulturních a jazykových oblastech, ale je i nadále součástí frankofonního Valonského regionu. V posledních letech se stále častěji objevují návrhy na vznik nového regionu a převod pravomocí Valonského regionu pouze pro Německojazyčné společenství. Velkým zastáncem této politiky je také představitel společenství Karl-Heinz Lambertz.

## Administrativní dělení

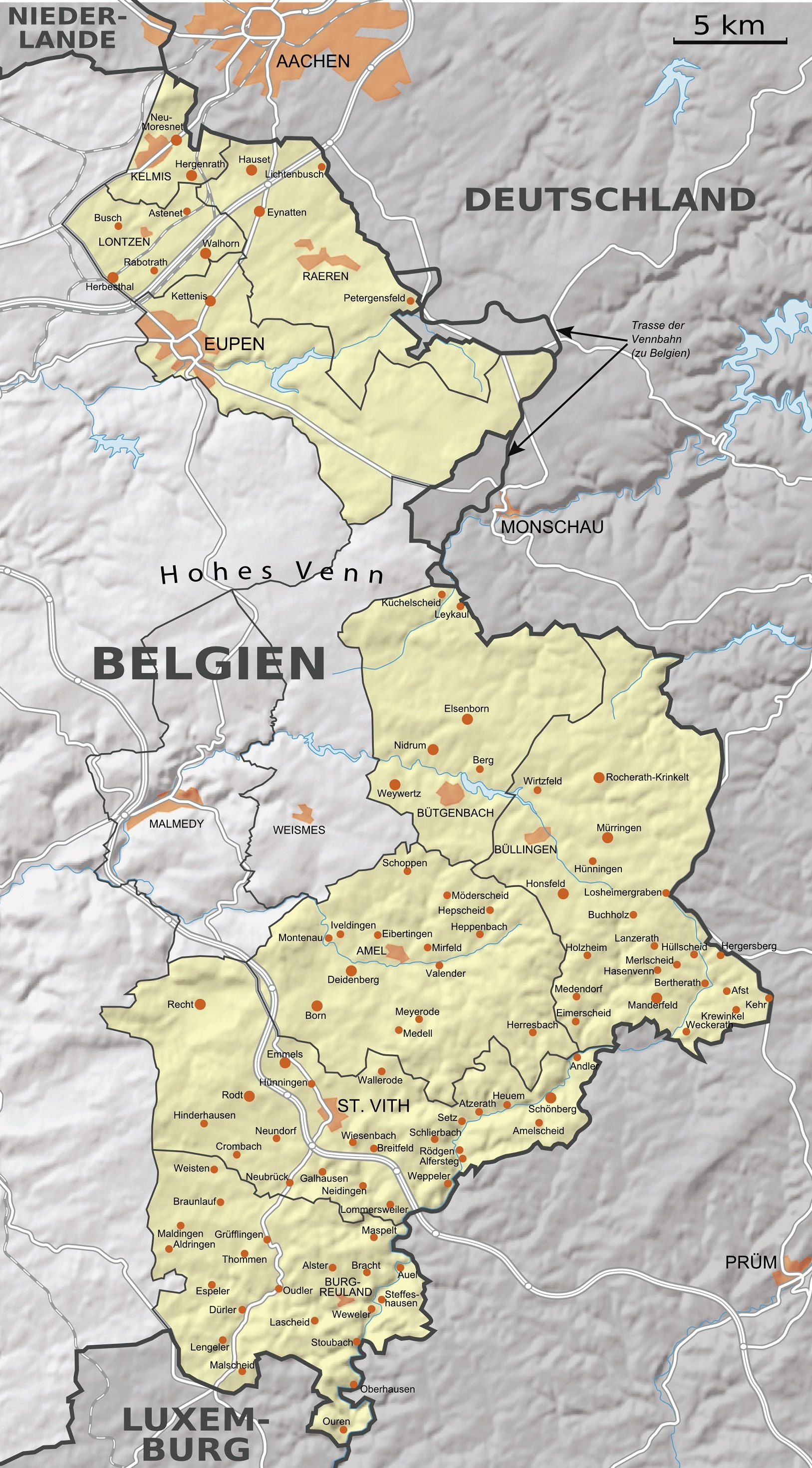
Mapa Německého společenství Belgie

Německojazyčné společenství sestává z devíti obcí:
| Administrativní dělení Německojazyčného společenství | - 1 - Eupen (největší a hlavní město společenství) - 2 - Kelmis - 3 - Lontzen - 4 - Raeren - 5 - Amel - 6 - Büllingen - 7 - Burg-Reuland - 8 - Bütgenbach - 9 - Sankt Vith |

## Obyvatelstvo

### Demografie
1. ledna 2007 žilo v Německojazyčném společenství 73 675 obyvatel, což představuje cca 0,73% populace celé Belgie a hustotu zalidnění 86,3 obyvatel / km2. Nejlidnatějším a zároveň hlavním městem je Eupen. Oblasti s výrazně vyšší hustotou zalidnění ve společenství jsou kantony na severu, naopak jižní kantony disponují nižší hustotou zalidnění:
- Kanton Eupen - 44 159 obyvatel (196,4 ob. / km2)
- Kanton Sankt Vith - 29 516 obyvatel (46,9 ob. / km2)

Nejvyšší hustotu zalidnění má pak obec Kelmis (577,9 ob. / km2), nejnižší obec Büllingen (36,2 ob. / km2). Celonárodní průměr Belgie činí 346,7 ob. / km2. Ve společenství žije 49,72% mužů a 50,28% žen (celonárodní průměr - muži 48,95%, ženy 51,05%).

### Vyznání
Nejrozšířenějším náboženstvím ve společenství je římskokatolické, které spadá pod Diecézi Lutych. Ta je dále dělena na tři děkanáty a 32 farností. V menší míře se vyskytuje také protestantství.

## Vláda

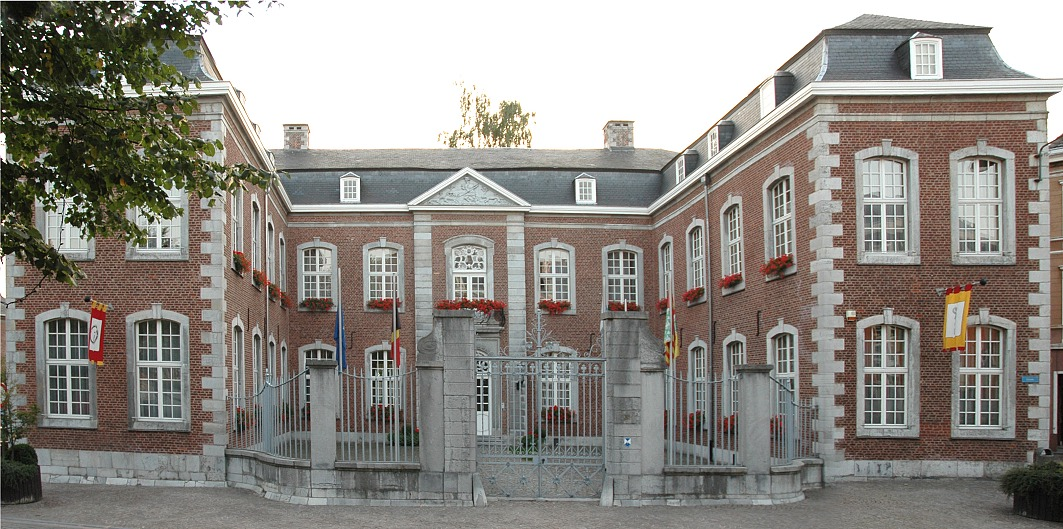
Sídlo vlády společenství v Eupenu

Společenství má vlastní parlament a vládu, která je jmenována na funkční období 5 let. V čele stojí premiér.
Vláda má čtyři ministry:
- Karl-Heinz Lambertz (SP) - předseda vlády, ministr pro regionální záležitosti
- Oliver Paasch (PDG) - ministr školství
- Isabelle Weykmans (PFF) - ministryně kultury, médií a cestovního ruchu
- Harald Mollers (SP) - ministr sociálních věcí, rodiny a zdravotnictví

## Hospodářství a cestovní ruch

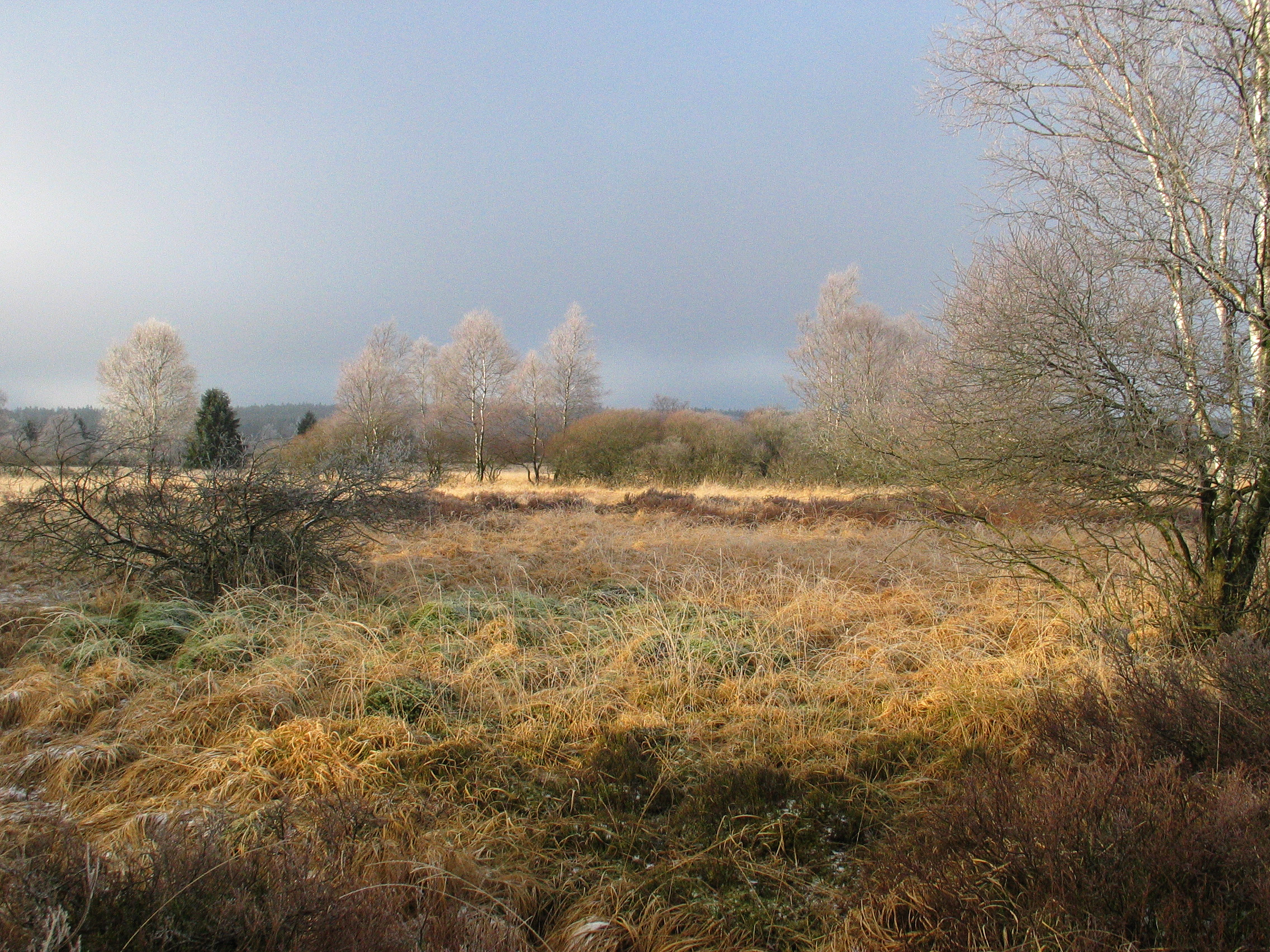
Typická krajina v přírodním parku Hautes Fagnes

### Severní kantony
Oblast čtyř severních kantonů je specifická průmyslem, především zpracováním plastů, hliníku, výrobou čokolády, papírenským průmyslem a strojírenstvím. Velký význam pro rozvoj průmyslu má pak napojení na evropskou silnici E40 a belgickou železniční síť.
Mezi turistické pamětihodnosti patří přehrada v Eupenu, významná architektonická budova od Johanna Josefa Couvena, hrnčířské muzeum v Raerenu, dále zámek v Eyneburgu u Kelmisu a mnohé další.

### Jižní kantony
Ekonomiky jižních kantonů jsou rozvíjeny především prostřednictvím zemědělství a dřevozpracujícího průmyslu. Cestovní ruch tvoří velkou část příjmů celé oblasti.
Mezi turistické atrakce patří přírodní park Hautes Fagnes, středověký hrad Reuland, přehrada v Bütgenbachu a další.